# Linthwaite
Linthwaite – wieś w Anglii, w hrabstwie ceremonialnym West Yorkshire, w dystrykcie metropolitalnym Kirklees. Leży 29 km na południowy zachód od miasta Leeds i 262 km na północny zachód od Londynu.